# Айхал
Айха́л (на руски: Айхал; на якутски: Айхал) е селище от градски тип в Якутия, Русия. Разположено е на 65 km югозападно от Удачни и на 470 km северно от административния център на района – град Мирни. Към 2016 г. има население от 14 057 души.

## История
Селището е основано през 1961 г. във връзка с разработването на диамантеното находище на мина „Айхал“. На следващата година получава статут на селище от градски тип. През 1985 г. на 20 km от Айхал е отворена втора диамантена мина – „Юбилейная“.

### Ядрен взрив
През август 1978 г. на дълбочина 577 m и на 39 km източно от Айхал е детонирана атомна бомба на обект „Кратон-3“. Мощността на взрива, който е имал за цел геоложко проучване на земната кора, е била 19 килотона. Поради грешки в организацията е допуснато образуването на радиоактивен облак.

## Население
| 1970 | 1979 | 1989   | 2002   | 2009   | 2011   | 2013   | 2016   |
| ---- | ---- | ------ | ------ | ------ | ------ | ------ | ------ |
| 5386 | 5440 | 11 552 | 15 782 | 15 746 | 13 744 | 13 594 | 14 057 |

## Икономика
Икономиката на Айхал разчита изцяло на добива на диаманти от мините „Айхал“ и „Юбилейная“. Селището разполага с летище.